# Hans Houtzager sr.
Johan Marie Frederik (Hans) Houtzager sr. (Honselersdijk, 26 augustus 1910 – Beilen, 29 december 1993) was een Nederlandse atleet, die zich had toegelegd op het kogelslingeren. Hij werd op dit onderdeel in de eerste helft van de 20e eeuw dertien keer Nederlands kampioen, vestigde zesmaal een Nederlands record en nam over een periode van twaalf jaar tweemaal deel aan de Olympische Spelen.

## Biografie

### Eerste nationale titels en deelname OS
Houtzager sr. was aanvankelijk lid van de Haagse atletiekvereniging Vlug & Lenig. In de Tweede Wereldoorlog stapte hij over naar PSV in Eindhoven. Hij deed voor het eerst van zich spreken in 1935, toen hij de eerste van in totaal dertien nationale titels voor zich opeiste. Houtzager sr. loste hiermee Henk Kamerbeek af, die een jaar ervoor zijn tiende titel op dit nummer had behaald. Dat hij geen eendagsvlieg was, bewees hij het jaar erna toen hij, naast zijn tweede titel, ook het Nederlandse record, dat sinds 1928 met 46,02 m op naam van Kamerbeek had gestaan, voor de eerste maal verbeterde tot 46,43. Later dat jaar voerde hij dit verder op tot 46,765.
Het was ook het jaar waarin Hans Houtzager sr. voor het eerst als Nederlands vertegenwoordiger mocht deelnemen aan de Olympische Spelen, die van Berlijn. Hier kwam hij niet door de voorronde heen; met 45,60 haalde hij de kwalificatie-eis van 46,00 meter niet en was hij uitgeschakeld voor de finale.

### Bijna kwart eeuw recordhouder
Vanaf 1937 vocht Hans Houtzager sr. menig duel om de nationale titel uit met Aad de Bruyn, die vooral grossierde in titels bij het kogelstoten en discuswerpen, maar ook met de slingerkogel goed overweg kon. Zo goed dat hij een viertal keren de titel op Houtzagers favoriete onderdeel voor diens neus wist weg te kapen. Zodoende was De Bruyn de enige atleet die voorkwam, dat Houtzager sr. in de periode van 1935 tot en met 1952 een ononderbroken reeks aan nationale titels zou hebben veroverd. Wel wierp Houtzager sr. van beiden steevast het verst als het ging om het Nederlandse record. Vanaf 1936 tot en met 1939 tilde hij dit record, zoals eerder vermeld, van 46,02 in zes stappen naar 55,51. Deze laatste prestatie zou 21 jaar onaangetast blijven. Ook Houtzager sr. zelf kwam nadien nooit meer in de buurt van zijn eigen beste prestatie.

### Finaleplaats in Londen
Hans Houtzager sr., die van beroep leraar Lichamelijke opvoeding was, zou ongetwijfeld als deelnemer aan vier Olympische Spelen te boek hebben gestaan, indien niet de oorlog roet in het eten had gegooid. Nu kreeg hij pas in 1948 bij de Olympische Spelen in Londen zijn tweede kans. Dit keer haalde hij de finale wel, waarin hij met 45,69 ten slotte op een twaalfde plaats eindigde. Twee jaar eerder was hij op de Europese kampioenschappen in Oslo, het eerste grote kampioenschap na de oorlog, met 49,86 op een vijfde plaats geëindigd, nadat hij zich eerder met 51,46 als derde voor de finale had gekwalificeerd. Dat jaar werd hij tevens Engels AAA-kampioen met een worp van 48,76.

### Einde atletiekloopbaan
Na voor de laatste maal in 1952 Nederlands kampioen te zijn geworden, kwam er een einde aan de langdurige carrière van Hans Houtzager sr. Zijn zoon, Hans Houtzager jr., zette de kogelslingertraditie echter voort en werd op zijn beurt Nederlands kampioen in 1969.

## Nederlandse kampioenschappen
| Onderdeel      | Jaar                                                                         |
| -------------- | ---------------------------------------------------------------------------- |
| kogelslingeren | 1935, 1936, 1938, 1939, 1940, 1942, 1946, 1947, 1948, 1949, 1950, 1951, 1952 |

## Nederlandse records
kogelslingeren
- 46,43 m - 1936
- 46,765 m - 1936
- 49,695 m - 1937
- 49,75 m - 1938
- 52,00 m - 1939
- 55,51 m - 1939

## Persoonlijke records
| Onderdeel      | Prestatie       | Datum        | Plaats    |
| -------------- | --------------- | ------------ | --------- |
| kogelstoten    | 14,31 m         | 1938         | Rotterdam |
| kogelslingeren | 55,51 m (ex-NR) | 15 juli 1939 | Den Haag  |